# Pteronium odesum
Pteronium odesum är en rundmaskart som beskrevs av Nathan Augustus Cobb 1933. Pteronium odesum ingår i släktet Pteronium och familjen Richtersiidae. Inga underarter finns listade i Catalogue of Life.